# Villa Rustica (Pièce de Rance)
Bei der Villa Rustica von Pièce de Rance handelt es sich um die Reste eines römischen Gutshofes bei Saint-Léger-sous-Brienne im Département Aube in Frankreich.
Die Reste der Villa wurden im Winter 1957/58 gefunden. Ausgrabungen fanden in den Jahren 1958 bis 1973 statt. Dabei konnten verschiedene Bauten – das Herrenhaus, ein Nebengebäude, eine Abfallgrube und Reste einer Umfassungsmauer – ausgegraben werden. Vom eigentlichen Herrenhaus konnten bei den Grabungen neun Räume erfasst werden. Zwei von ihnen waren mit einem Mosaik dekoriert. Die Wände waren zum Teil mit Stuck gestaltet. Vor allem Münzen belegen, dass die Villa vom ersten bis zum vierten Jahrhundert bewohnt war. Etwa hundert Meter nördlich des Herrenhauses fand sich ein weiterer Bau, der aus drei Räumen bestand.